# 1月0日
1月0日在星曆表中指的是1月1日的前一天。這麼一來，就能將日期保持在星曆表出版的年份中，而避免提及前一年的年份，虽然這一天與前一年的12月31日其實是同一天。類似地，3月0日指的是3月1日的前一天，將日期保持在3月而不提及那是2月的最後一天。
1月0日最早出现在历书秒的时代。國際單位制的秒在1960年被定義為：“自曆書時1900年1月0日12時起算的回歸年的31,556,925.9747分之一為一秒 ”。这个日期在紐康的太陽表也得到应用。

## 在其他領域中
在Microsoft Excel，1900日期格式的第0天是1900年1月0日。不過由於格里高利曆1900年不是閏年的事實被忽略，因此這一天實際上相當於1899年12月30日。